# Ondavka (district de Bardejov)
Ondavka est un village de Slovaquie situé dans la région de Prešov.

## Histoire
Première mention écrite du village en 1618.

## Démographie

### Évolution de la population
| Année:               | 1994. | 2004.    | 2014.    | 2024.    |
| -------------------- | ----- | -------- | -------- | -------- |
| Nombre de personnes: | 42    | 33       | 18       | 10       |
| Différence:          |       | -21,42 % | -45,45 % | -44,44 % |

| Année:               | 2023. | 2024.   |
| -------------------- | ----- | ------- |
| Nombre de personnes: | 11    | 10      |
| Différence:          |       | -9,09 % |